# Ionizzazione a pressione atmosferica
In spettrometria di massa il termine ionizzazione a pressione atmosferica indica una serie di tecniche di ionizzazione che non richiedono il vuoto e possono essere utilizzate a pressione atmosferica. Nelle interfacce API (Atmospheric Pressure Ionization) la ionizzazione avviene per elettronebulizzazione: gli ioni si formano da soluzioni che vengono finemente nebulizzate attraverso un capillare tenuto ad alto potenziale. Questa interfaccia dà bassa sensibilità.
Le tecniche di ionizzazione di questo tipo sono:
- Elettrospray/Ionspray
- Ionizzazione chimica a pressione atmosferica
- Fotoionizzazione a pressione atmosferica